# 金惠街道
金惠街道，是中华人民共和国贵州省貴陽市云岩区一个已撤销的街道办事处。
2012年前，下辖：北极星社区、大凹村和杨惠村。2012年8月14日，贵阳市人民政府通知决定撤销49个街道办事处，设立90个社区服务中心。